# مارک ادی
مارک ادی جانسون (به انگلیسی: Mark Addy Johnson) (زاده ۱۴ ژانویه ۱۹۶۴) بازیگر انگلیسی است که بیشتر به خاطر بازی در مجموعه‌های طنز بریتانیایی و آمریکایی شناخته می‌شود. 
وی بیشر برای بازی در نقش گری در سریال خط باریک آبی، هرکول در سریال آتلانتیس و رابرت براتیون در سریال بازی تاج‌وتخت شناخته می‌شود.
مارک ادی در شهر یورک زاده شد و تحصیلاتش را نیز در همان شهر به پایان رساند. بین سال‌های ۱۹۸۲ تا ۱۹۸۴ در آکادمی سلطنتی هنرهای دراماتیک حضور داشت. او با همسرش کلی و سه فرزندش به نام‌های رابی، چارلی و اسکار زندگی می‌کند.

## گزیده نقش‌آفرینی‌ها

### فیلم
- فول مانتی (۱۹۹۷)
- جک فراست (۱۹۹۸)
- داستان یک شوالیه (۲۰۰۱)
- واقع‌بین (۲۰۰۱)
- فرمان (۲۰۰۳)
- دور دنیا در ۸۰ روز (۲۰۰۴)
- رابین هود (۲۰۱۰)
- نسخه بارنی (۲۰۱۰)
- بازگشت مری پاپینز (۲۰۱۸)
- دانتون ابی (۲۰۱۹)

### تلویزیون
- خط باریک آبی (۱۹۹۵–۱۹۹۶)
- هنوز وایسادیم (۲۰۰۲–۲۰۰۶)
- بازی تاج‌وتخت (۲۰۱۱)
- آرزوهای بزرگ (۲۰۱۱)
- آتلانتیس (۲۰۱۳–۲۰۱۵)
- دکتر هو (۲۰۱۸)

## بخشی از جوایز و افتخارات
- کاندیدای بفتای بهترین بازیگر مکمل مرد برای فیلم فول مانتی در سال ۱۹۹۷